# Deborrea griveaudi
Deborrea griveaudi är en fjärilsart som beskrevs av Jean Bourgogne 1982. Deborrea griveaudi ingår i släktet Deborrea och familjen säckspinnare. Inga underarter finns listade i Catalogue of Life.